# Rothenbachkopf
Der Rothenbachkopf ist ein 1315 m hoher Berg in den Hochvogesen. Nur wenige Meter westlich des Gipfels verläuft die Route des Crêtes vom Col de la Schlucht nach Süden. Über den Gipfel führen Wanderwege des Vogesenclubs. Wenige km nördlich des Rothenbachkopfs biegt die Grenze zwischen dem Elsass und Lothringen nach SW ab.

## Kartengrundlage
Cartes IGN 31 (Série verte): St-Dié – Mulhouse – Bâle, 1:100.000, Edition 8, Institut Géographique Nationale, Paris 1990